# Peinture tribale en Inde
La peinture tribale en Inde est la peinture des tribus adivasis de l'Inde.
Ceci est un sous-article de Peinture en Inde.

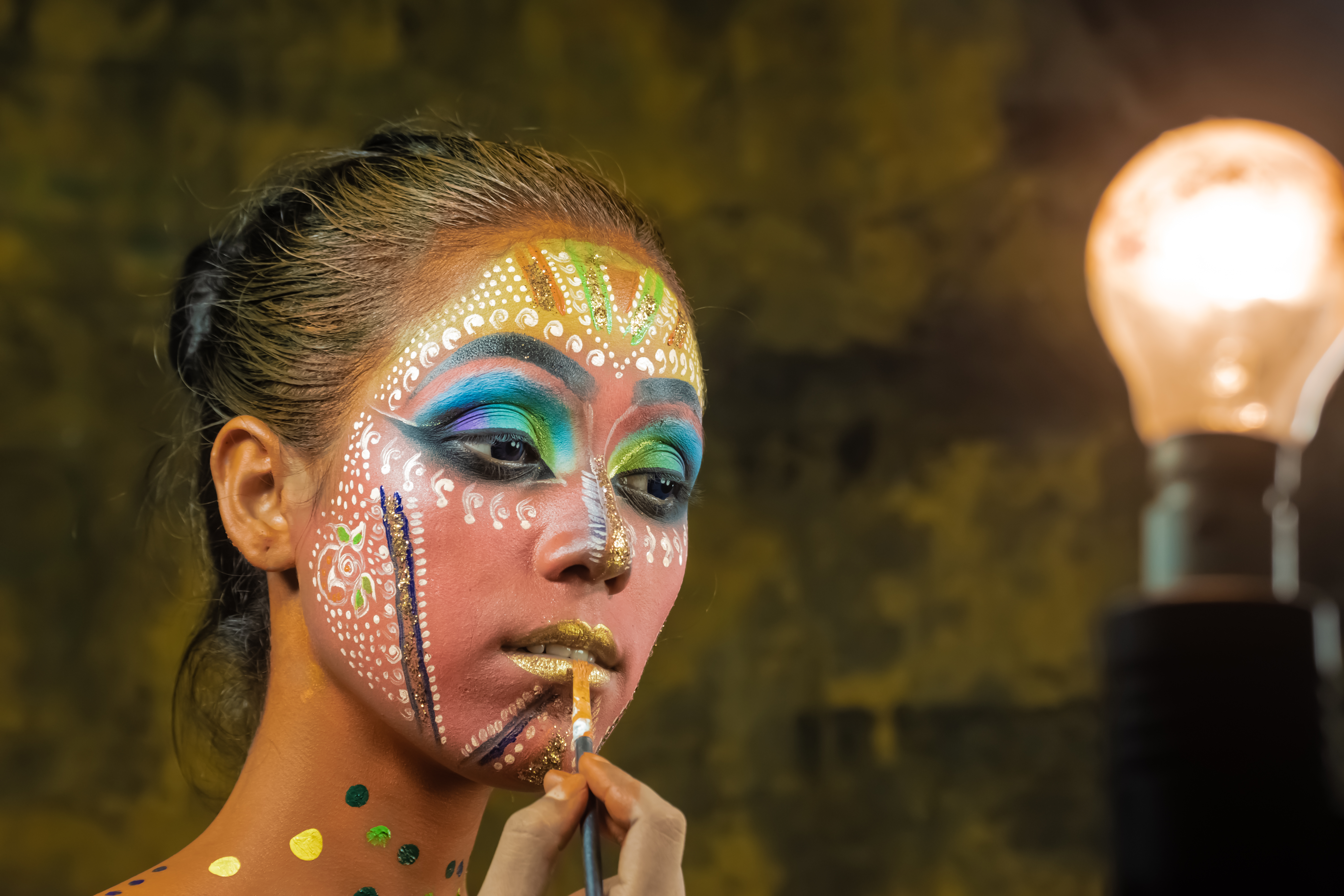
Femme peignant son visage avec des motifs floraux par des techniques traditionnelles indiennes, sans doute accompagnées de Khôl. Juin 2022.

## Vocabulaire
Les Adivasis sont les Aborigènes de l'Inde. Le droit indien les nomme collectivement « Scheduled Tribes » (« tribus répertoriés »).
La question du nom à donner à l'art des Adivasis se pose notamment dans le contexte de l'art contemporain. En Inde, il est fréquent de considérer les œuvres contemporaines des Adivasis comme de l'artisanat (« craft »). Plus récemment, commissaires et galeristes ont privilégié un terme générique « l’art vernaculaire », un terme qui « cherche à ôter cette création  des  catégories  étouffantes ».

## Origines

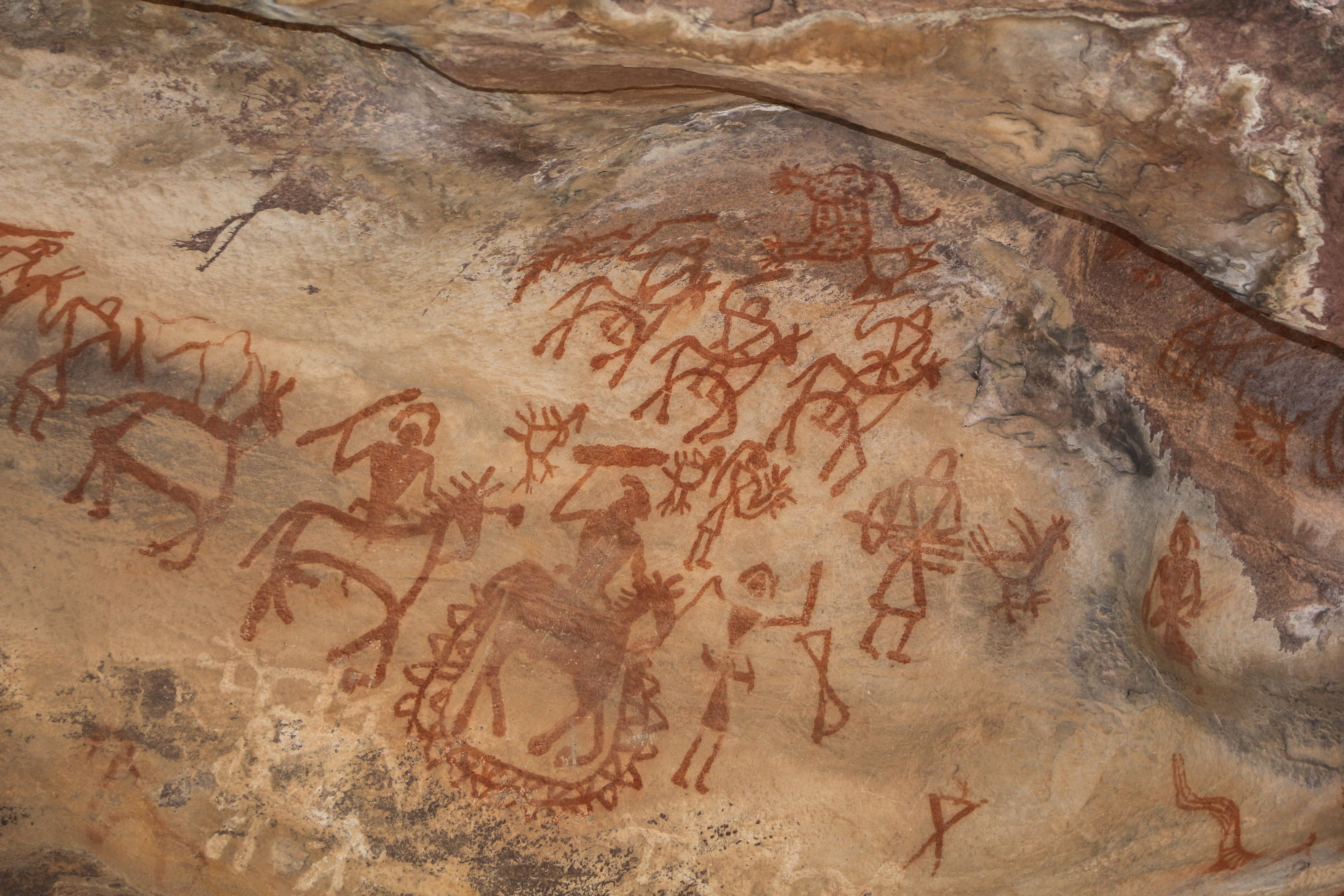
Peinture de Bhimbetka, abri no 8.

Depuis les temps anciens les Hommes ont dessiné dans les abris sous-roche ,
,
,
,
sur les murs et sur les sols, pour parler de leur vie et laisser leur trace. En Inde plus qu’ailleurs, nous pouvons retrouver ces traces. Les plus anciennes peintures indiennes sont des pétroglyphes âgés entre 10 000 ans et 28 000 ans selon les sources, comme certains que l'on a trouvés à Bhimbetka au nord de Bhopal.
La plupart des peintures sous-roche ont été exécutées en utilisant des pigments rouges et blancs, plus rarement verts et jaunes. Les belles peintures rupestres dans les abris de Bhimbetka étaient probablement les origines des œuvres des tribus Warli et Saura ou des peintures Pithora peints par des tribus Bhil et Rathwa.

## Tribu Baiga du Madhya Pradesh...
La tribu Baiga
,

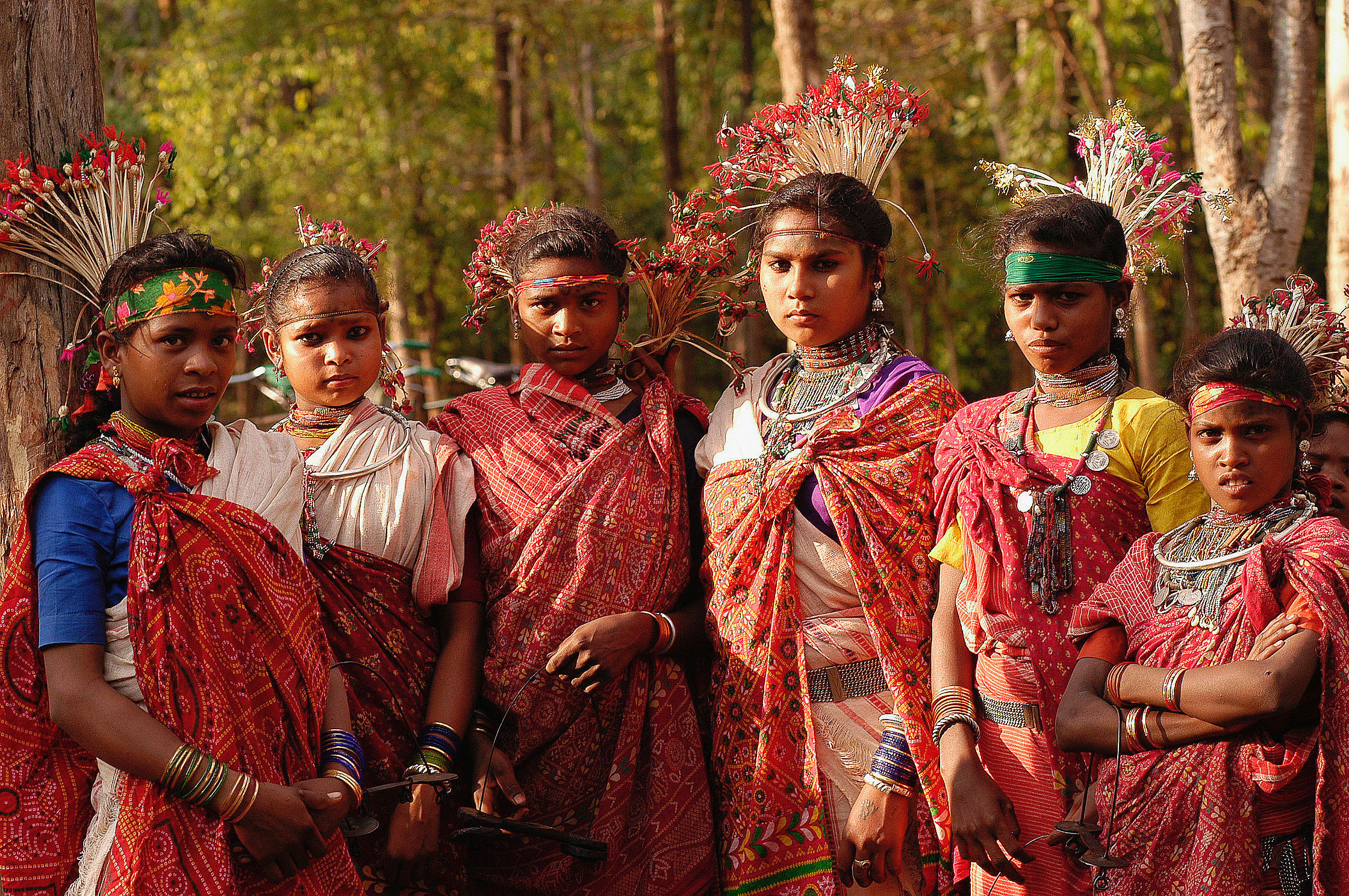
Femmes Baigna.

 est une tribu de langue dravidienne avec 390 000 habitants qui vit dans les États de Madhya Pradesh (district de Mandla et Balaghat 250 000 habitants), Uttar Pradesh, Chhattisgarh et Jharkhand. Les Baigas sont animistes.
Les femmes Baiga de la région de Bundelkhand font des peintures et des reliefs muraux à thème religieux et décoratif. Elles peignent également des miniatures et de l’art naïf sur papier.

### Tatouage par les Badna Gond

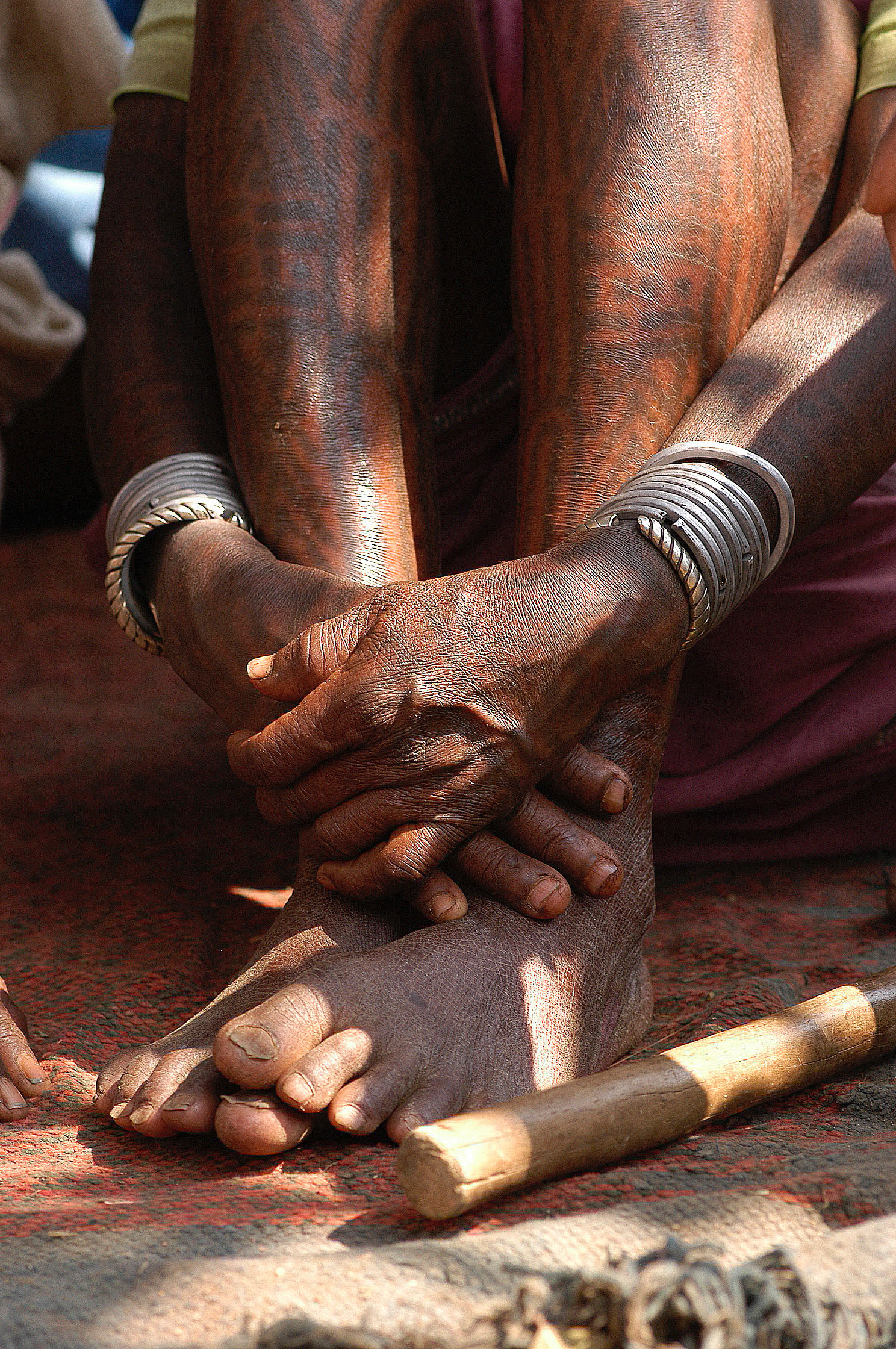
Baiga tatouage.

Les Baigas accordent aux tatouages une place centrale dans leur mode de vie. Le tatouage est la seule chose qui subsiste après la mort.
C’est la seule tribu où le corps des femmes est entièrement tatoué.
Cet art tribal est désormais couché sur le papier. Il étonne et renvoie à des âges ancestraux où le corps et les esprits étaient liés. Les femmes Baiga ont aussi tatoué leur visage (le « gudna »). Ces tatouages ont une relation avec leur religion, leurs dieux et déesses, mais les tatouages sont aussi considérés comme des bijoux peints, trop chers à acquérir pour les Baiga. Leurs tatouages ont une forme ovale avec des nombreux petits points sur le front, mais aussi sur d’autres parties du corps.
Le tatouage est souvent réalisé chez les Baiga — trois à quatre mois après la mousson — par les femmes Gond, des sous-tribus Badna (Badnin) et Ojha, qui vivent dans les mêmes régions que les Baiga. Elles se déplacent dans les villages des Baiga pour faire des tatouages sur les bras, les jambes et le corps des femmes Baiga. Les jeunes filles Baiga commencent à être tatouées, pour la première fois à l’âge de sept ans ; la deuxième partie de leur corps est tatouée à la puberté.
Voir aussi : Tatouage en Inde

## Tribus Bhil et Rathwa du Madhya Pradesh, du Gujarat...: la peinture Pithora
La tribu Bhil
,
est une tribu de langue indo-aryenne de 13 millions d'habitants ; la première tribu en Inde. Ils vivent dans le Madhya Pradesh (4,6 millions, soit 6,3 % de la population), le Gujarat (3,5 millions, 5,8 % de la population), l’Andhra Pradesh, le Rajasthan, le Chhattisgarh, le Maharashtra, le Karnataka, le Tripura et le Bangladesh. Les Bhils sont animistes.
Leur tradition picturale est ancestrale, elle existe depuis des milliers d'années. Les Bhils peignent les murs et les plafonds de leurs maisons d’images qui racontent leurs légendes, leurs traditions, leurs dieux protecteurs, la nature.
Certains artistes Bhil comme Ladoo Bai, son mari Teru Tahad et Bhuri Bai ont quitté leurs terres originelles de Jabhua au début des années 1980 (à la demande de Swaminathan) pour exercer leur art à Bhopal. Pema Fatya, le dernier Maitre Bhil vivant, a choisi de rester vivre sur la terre ancestrale.
La tribu Rathwa ou Rathawa est une tribu de langue indo-aryenne avec 550 000 habitants situé surtout dans le Gujarat (535 000). Les Rathwas sont animistes. Les Rathwas vénèrent le dieu Pithora et ont les mêmes origines et traditions que les Bhilala, les Nayak (ou Naikda : 3 345 000 habitants dans le Gujarat ; 5e tribu en Inde) et les Dhanak (ou Dhanuk).

### La peinture Pithora

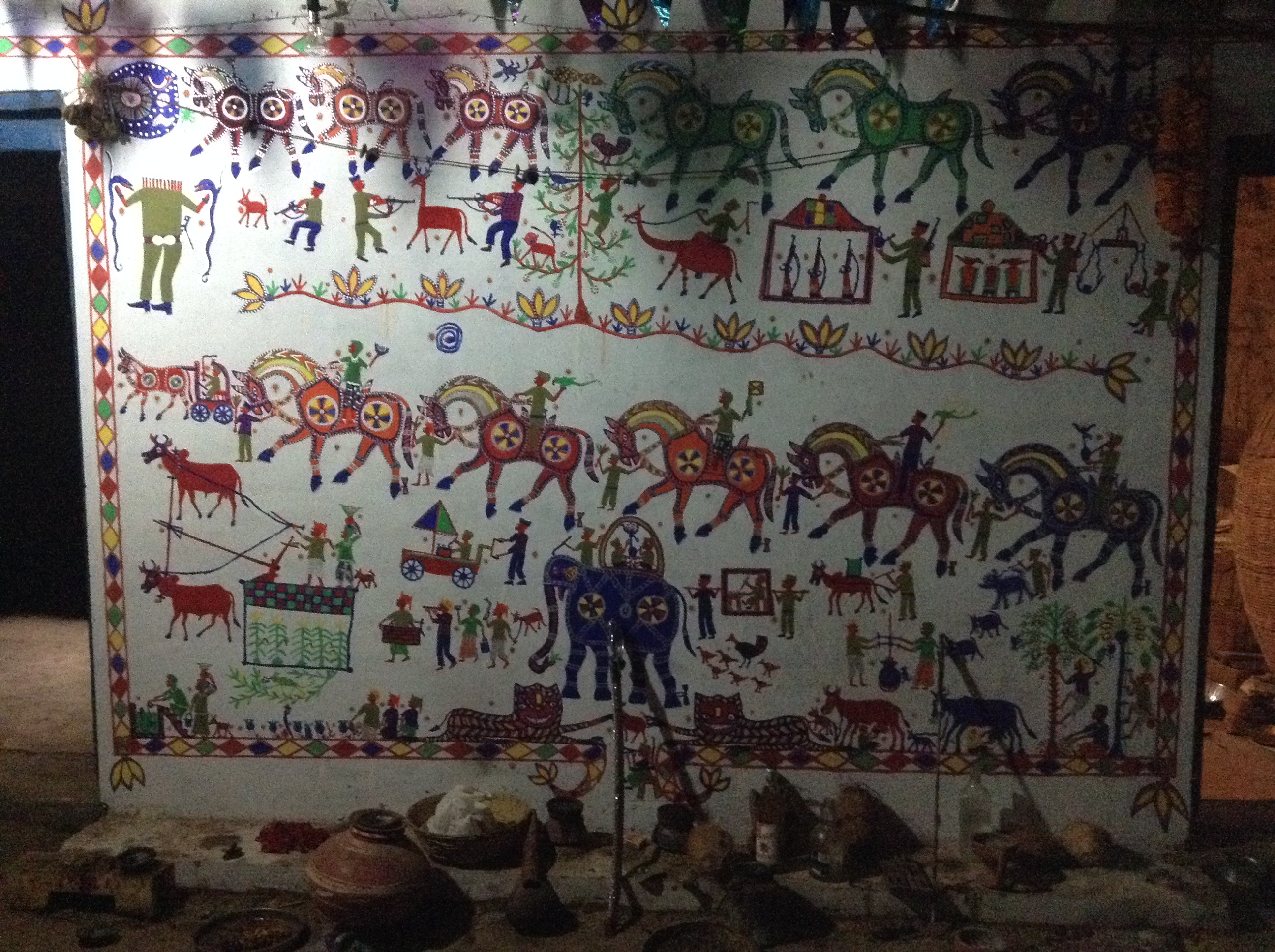
Pithora chez un paysan à Gujarat. Artiste Paresh Rathwa. RF Anders Laustsen.

Les peintures Pithora,, peints par des artistes des tribus Rathwa et Bhil (Bhilala) sur les deux côtés de la frontière entre Gujarat et Madhya Pradesh, sont des performances rituelles réalisées à la demande d’une famille quand un vœu a été exaucé (mariage, naissance, prospérité…).
Ce sont des rituels avant d’être des œuvres d’art, et sont exécutés par le Maitre (le baba) souvent assisté d’un prêtre. Les peintures sacrées recouvrent trois murs de la pièce et correspondent à des rituels holistiques. Cette peinture sacrée issue de la tradition Pithora a été découverte et valorisée par Swaminathan dans le cadre du travail du musée d’art contemporain Bharat Bhavan à Bhopal.
L’essence du rituel Pithora réside dans la proximité avec la terre. Les thèmes en témoignent, les matériaux également : pigments, lait et liqueur de fleurs de Mahua (l’arbre sacré), couches de boue, de bouses et de chaux préparées par une jeune fille. Les fresques Pithoras, pratiquées exclusivement par les hommes, représentent le soleil et la lune, les animaux et les insectes, le mythe de la création et les dieux. Tout ce qui touche à la vie des tribus Rathwa, Bhilala, Nayak et Dhanak.
Les fresques illustrent surtout des chevaux, toujours des chevaux, et encore des chevaux, sur les trois murs d’une pièce dans la maison. Les chevaux dans une procession de mariage de leurs dieux Babo Pithora et Pithori Devi. Souvent il y a cinq chevaux dans une peinture Pithora qui représentent les cinq dieux : Ganesha, Babo Pithora, Pithora Devi, Indra (le dieu des dieux) et Hudol (qui représente l’esprit féminin). Une autre explication sur des sept chevaux dans certains peintures Pithora : ils représentent les sept collines qui entourent le « pays » des Rathwa. Les frontières: Dans l’ouest « la mer », dans le sud « Bharuch » et dans le nord-est Indore.

## Tribu Deewaru du Karnataka: la peinture Chittara
Au sud-ouest de Karnataka (région de Malnad), dans les forêts de montagne, autour des villes de Sagara et Shimoga
(Shivamogga), vit la tribu Deewaru, une tribu matriarcale. Ses membres sont animistes et illettrées.
Les femmes Deewaru font des Chittara, mélange de peinture, de musique, décrivant leur vie animiste. La peinture Chittara sur les murs des maisons est très géométrique avec des carrées et des lignes. Elle est pleine de symboles propres à l'artiste et valorisant la vie de la femme Deewaru.

## Tribu Garasia du Rajasthan et du Gujarat
La tribu Garasia — une tribu de langue indo-aryenne formant une population de 232 000 personnes — vit dans les montagnes au Rajasthan et au Gujarat. Les Garasia ont une approche hindouiste.
Les Garasia peignent les murs et les sols de leurs maisons avec des motifs géométriques et graphiques pour leurs fêtes rituelles et surtout pour des raisons décoratives. Des tatouages sont souvent présents sur le corps des femmes : les mains, les épaules, le cou et le visage sont habituellement tatoués à l'aide d'un instrument électrique.

## Tribu Gond du Madhya Pradesh...
La tribu Gond (la deuxième tribu en Inde) est une tribu de langue dravidienne (Gondi) d'à peu près 11 millions d'individus en 2014 (la moitié de la population Gond parle maintenant Hindi) dispersés sur les territoires de Madhya Pradesh (4,5 millions, 6,2 % de la population), Chhattisgarh, Bihar, Bengale-Occidental (West Bengal), Jharkhand, Orissa, Gujarat, Andhra Pradesh, Telangana et Karnataka. Les Gonds vivent également en Uttar Pradesh, mais dans quelques régions de l'Uttar Pradesh, ils sont considérés comme une « scheduled caste » (450 000 habitants). Les Gonds sont animistes.

### La mémoire collective du Royaume des Gond
Il y a très longtemps le royaume des Gonds s’étendait largement sur le centre de l’Inde. Pendant une période prospère qui dura près de 1 400 ans, les Pardhans furent leurs musiciens et leurs prêtres influents. Mémoire de ce peuple, les Pardhans racontaient l’histoire de leurs dieux en s’accompagnant du Bana, un instrument sacré en forme de violon. Mais le peuple Gond s’appauvrit et il n’y eut bientôt plus assez de familles riches pour soutenir les Pardhans. La tradition disparait en même temps que ses artistes.

### L'école «Jangarh Kalam» des Pardhan Gond
En 1982, le musée d’art contemporain du Bharat Bhavan s’ouvre à Bhopal. Le peintre Swaminathan, son nouveau directeur, choisit de montrer l’art vivant tel qu’il est pratiqué dans les communautés tribales et de l’exposer. Il organise alors des expéditions dans l’état du Madhya Pradesh, pour rechercher cet art tribal.
Mais l’art de ces tribus anciennes, naguére florissant, a presque disparu. Pourtant, on découvre dans le village de Patangarh une maison dont les murs sont couverts de dessins aux couleurs et aux motifs merveilleux. C’est l’œuvre du jeune Jangarh Singh Shyam, issu d’une lignée de Pardhans. On le fait venir à Bhopal avec sa jeune épouse Nankusia.
Il fait venir sa famille et entretient neveux, nièces et cousins, en leur enseignant son art. L’école du Jangarh Kalam est en train de naître.
La qualité et l’originalité de ses dessins rendent le jeune homme vite célèbre. Il est sollicité en Inde et à l’étranger. Il travaille pour l’exposition Bharat Mahot-sav au Japon et à Londres en 1988, à Paris pour l’exposition Magiciens de la Terre en 1989 (Halle de  la  Villette), puis  aux Pays-Bas en 1992 et en Australie en 1993. Jangarh se suicidera au Japon en 2001 dans des circonstances qui restent encore débattues.
Le Jangarh Kalam est le mouvement artistique contemporain des Pardhan Gond, né en 1982 à Bhopal. Un mouvement inspiré par l’art de Jangarh Shyam et par la musique des Pardhan, le Bana transformée en couleurs et en dessins. Chacun des artistes du mouvement est inspiré par la mythologie éclatante de la tribu.
Jangarh développe également un style propre, symbolisé  par une signature pictographique, logotype formé de points et de traits, qui s’inspire souvent des tatouages et des masques rituels.
Aujourd’hui grâce à ce mouvement artistique, la mémoire collective et les traditions Gond renaissent. Cet élan sert un mouvement plus global de reconnaissance des formes artistiques tribales en Inde et des populations souvent opprimées ou spoliées.
Les peintres les plus connus de l’école « Jangarh Kalam » sont : la veuve de Jangarh, Nankusia Shyam, ses enfants Japani et Mayank, ses neveux Bhajju Shyam,,, ,,,,, et Venkat Singh Shyam et ses cousins Durga Bai,,,, Subhash Vyam,
 et Ram Singh Urveti ,,.

### L'art ancestral des Gond: Digna et tatouage
- Le Digna est un motif décoratif que les femmes gond avait coutume de dessiner sur les sols et les murs (le Bhitti Chitra : peinture murale) pour les fêtes et les mariages. « Un Digna est de bon augure et symbolise la pureté », explique Subhash Vyam. « C’est le début de notre art. C’est comme un ornement »[35]. Et Bhajju Shyam dans son livre Création[27] : « Ce sont les femmes de notre communauté qui les premiers ont créé l'art [...] Elles ont décoré les sols et les murs de leurs maisons de dessins, en utilisant les cinq couleurs de la terre : blanc, noir, jaune, rouge et vert [...] Le Digna est l'alphabet de notre art ».

- Le tatouage sur les femmes Baiga est réalisé par les femmes Gond, des sous-tribus Badna (Badnin) et Ojha.

## Tribu Hill Korwa du Chhattisgarh: l'écriture magique

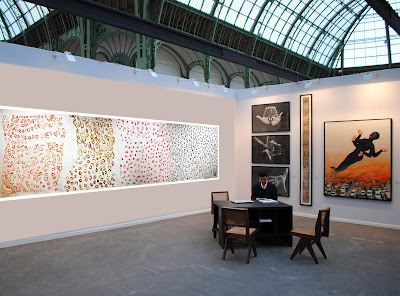
Exposition à Grand Palais, Paris, 2011.

La tribu Hill Korwa, qui est une tribu de langue austro-asiatique, vit au Chhattisgarh dans le district du Jashpur. La population des Hill Korwa a beaucoup diminué depuis quelques dizaines d’années. Ils ne sont plus que quelques milliers des personnes. Les Hill Korwas sont animistes
.
Les Hill Korwas sont nomades et chasseurs. Ils sont illettrés. Ils n’ont pas été non plus remarqués par leur art. Pourtant Jagdish Swaminathan - le directeur du Musée Bharat Bhavan à Bhopal - a découvert chez ces hommes de pays et cultures très reculés des artistes contemporains. Arrivés chez les Hill Korwas, les émissaires de Swaminathan prennent des notes. À leur grande surprise, les villageois s'emparent de leurs feuilles de papier, de leurs stylos, crayons et marqueurs et se mettent spontanément à dessiner.
Voici ce qu’en dit Swaminathan dans son catalogue pour l’exposition « The Magical Script » du Bharat Bhavan en 1985 : 
« La première chose que l’on voit dans ces dessins, c’est leur caractère calligraphique, comme si ce n’était pas un dessin mais une écriture. Mais les Hill Korwas n’ont pas de documents écrits ; ils sont illettrés […] » 

Paul Klee, Veste rouge (1938), collection de l'état fédéral de Rhénanie-du-Nord-Westphalie, basée à Dusseldorf.

« Quand on regarde ces dessins on pense tout de suite aux œuvres de Paul Klee ».
Là où les membres d'autres tribus tracent le plus souvent des formes figuratives mi humaines mi animales, les Hill Korwa couchent sur le papier des rythmes calligraphiques, un alphabet inconnu, parfois surligné de traits ou accompagné d'arcs et de flèches. Les Hill Korwas parlent un dialecte sans écriture. Il faut croire que la rencontre, lors de leurs déplacements dans les villes avoisinantes, avec la chose écrite a été des plus éblouissantes. Les interprétations de ces apparentes écritures sont multiples. « Quand ils écrivent, je crois bien qu'ils prennent leur crayon pour un arc. Ils n'écrivent pas, en fait : ils tirent. Ils tirent des signes qui sont des flèches. » rapporte Archana dans le livre « Korwa » de Frank André Jamme. « Ils écrivent vite, très vite », note Swaminathan dans son catalogue, « comme ils marchent. Les Hill Korwas marchent facilement 40 km par jour, avec une vitesse infernale ». 

Une autre théorie dans le catalogue de Swaminathan : Les Hill Korwa sont appris dans les villages, que respect et pouvoir est lié à l’habilité à écrire. Pour les Hill Korwas, l’écriture n’est pas un outil pour communiquer, mais une pure magie qui donne pouvoir.
Au moins les Hill Korwas ont apporté leur contribution à « l'écriture automatique ».

## Tribu Kurumba du Tamil Nadu

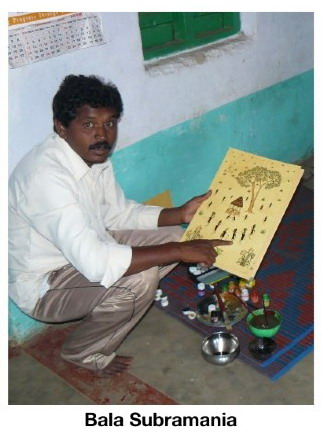
Peintre Kurumba

La tribu Kurumba est une tribu de langue dravidienne avec une population d’environ 12 000 personnes réparties en une trentaine de villages dans le Tamil Nadu. Les Kurumbas sont animistes.
Les montagnes du Nilgiris révèlent de nombreuses inscriptions peintes ou gravées sur les parois des grottes et les falaises abruptes. Datant probablement de 2 à 3 000 ans, elles témoignent de la présence d’une grande diversité de peuplades dans des lieux difficiles d’accès.
La tribu Kurumba est l’un des sept groupes tribaux des montagnes du Nilgiris, proche des frontières de Karnataka et Kerala. Ce sont traditionnellement des chasseurs (tir à l’arc) et des cueilleurs de miel sauvage. Aujourd’hui la chasse est interdite, la cueillette du miel se poursuit, elle est complétée par la cueillette d’autres fruits sauvages ou semi-sauvages qui sont vendus sur les marchés locaux.
Une de leurs traditions consistait à effectuer des peintures sur les façades de leurs maisons. Ces œuvres étaient principalement liées au rythme de la nature, des pluies et des récoltes, avec en particulier la célébration de Pongal, la grande fête annuelle du monde rural dans le Sud de l'Inde qui sur 3 jours honore successivement le soleil, le riz et le bétail. Ces traditions se sont presque éteintes à la fin du XXe siècle avant de reprendre il y a quelques années grâce à la fondation « CPR Environmental Education Centre » et l’organisation « TRIFED ». Plusieurs membres de la tribu ont décidé de reprendre le flambeau des anciens afin de transmettre aux générations qui suivent toute la richesse d’une culture respectueuse de son environnement. Toutes les peintures témoignent de leur attachement à la nature. Les arbres sont très présents, chaque variété ayant une fonction médicinale ou rituelle : le « houroudey maran » avec ses vertus médicinales, le « meha maram », l’arbre à sève rouge réputé pour attirer la pluie, ou bien encore le « pahala maran » favorisant les mariages.

## Tribu Meena du Rajasthan et du Madhya Pradesh

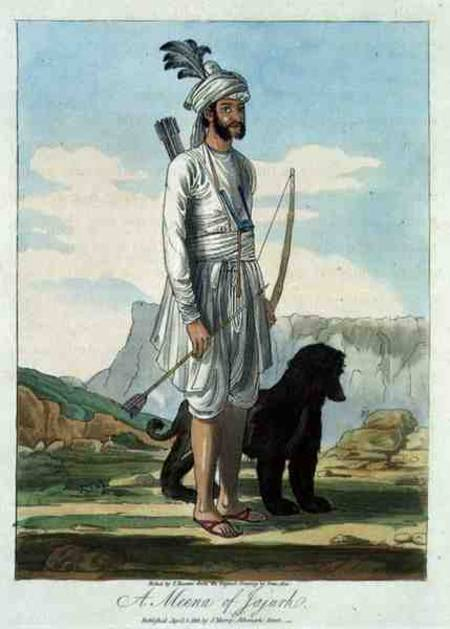
Homme Meena de Jajurh

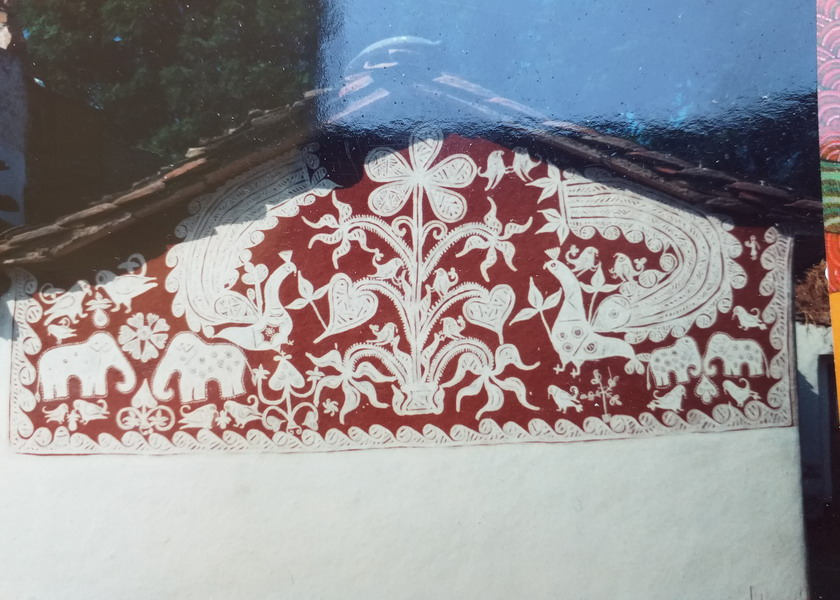
Peinture Meena de Rajasthan

La tribu Meena (ou Mina) - une tribu de langue indo-aryenne - avec une population de 3,8 millions (la quatrième tribu en Inde), vit au Rajasthan (Jaipur, Bundi et Jhalawar) et à Madhya Pradesh (Bundelkhand, Gwalior et Nimar). Les Meenas sont hindouistes.
Les Meenas peignent les murs et les sols de leurs maisons avec des images géométriques (peinture Mandana) et animalières (la peinture Thapa) pour leurs fêtes rituelles et surtout pour des raisons décoratives. Les Meenas avaient leur propre royaume au Rajasthan jusqu’au XIe siècle et étaient à cette époque considérés comme une caste égale à celle des Rajput. Après le XIe siècle les Rajput ont pris le pouvoir. Avec la pauvreté au XIXe siècle, les Meenas furent obligés d'avoir des activités criminelles pour survivre. Ils furent placés par les Anglais sous le régime du Criminal Tribes Act.

## Tribu Monpa de l'Arunachal Pradesh: la peinture Thangka ou Mandala

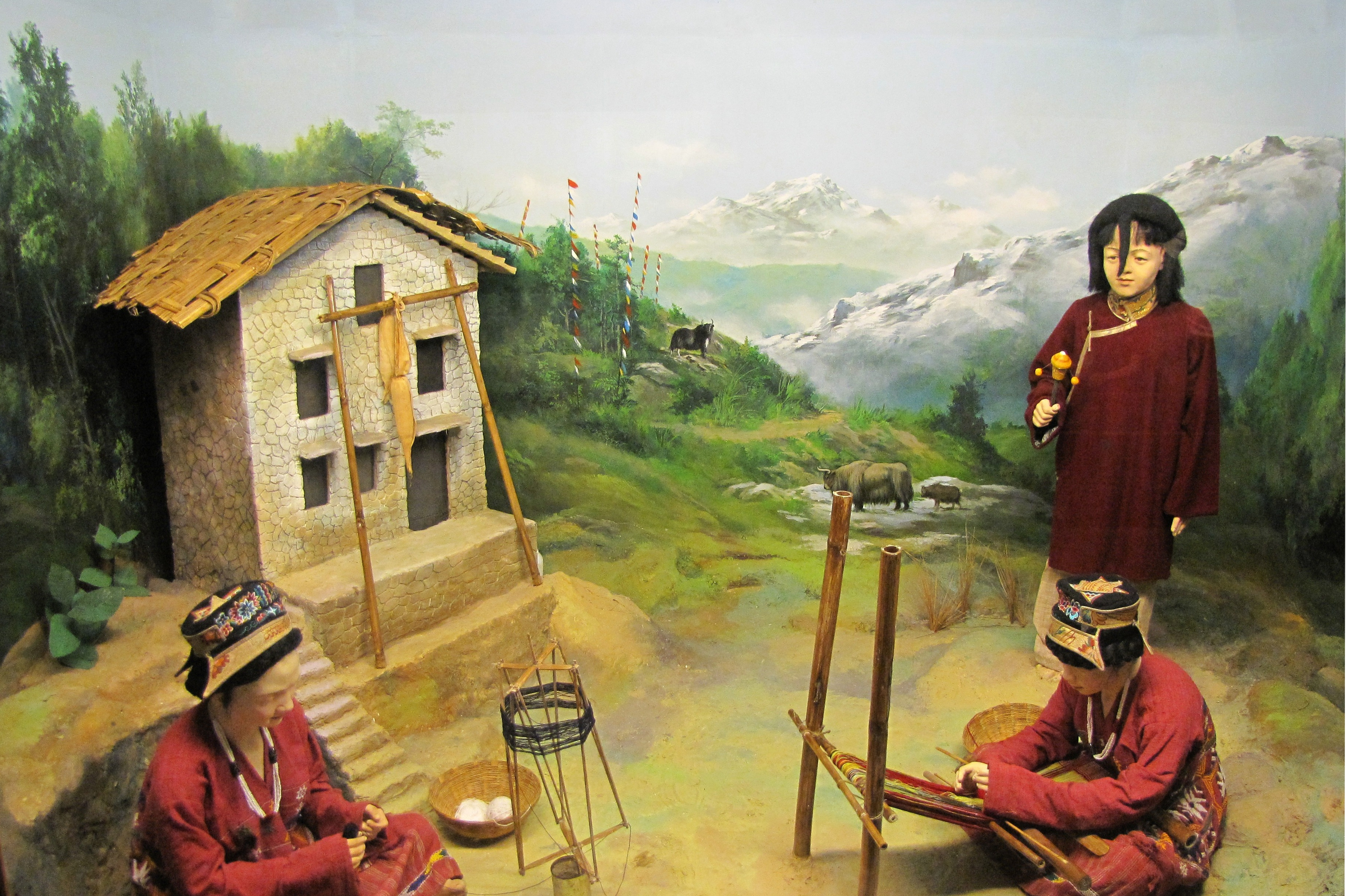
Monpa.

La tribu Monpa vit dans l'Arunachal Pradesh (50 000 habitants), au Tibet (25 000) et dans le Bhutan (3 000). Ils sont bouddhistes. Les Monpas est un peuple mongoloïde qui parlent des langues tibéto-birmanes. Les Monpas sont bouddhistes. Les Monpas font des peintures Thangka.
Un Thangka, littéralement « chose que l'on déroule », « rouleau », est une peinture, un dessin, ou un tissu sur toile caractéristique de la culture bouddhisme au Tibet, au Nepal, dans le Bhutan, au Sikkim et dans l’Arunachal Pradesh. Les peintures Thangka représentent généralement des diagrammes mystiques symboliques (mandala), des divinités du bouddhisme tibétain ou de la religion bön, ou encore des portraits du dalaï-lama. Ils sont destinés le plus souvent à servir de support à la méditation. Le sujet est représenté au centre, entouré de personnages subordonnés faisant partie de sa suite, de ses diverses formes divines, etc. Les divinités importantes du panthéon sont représentées dans la partie supérieure. La partie inférieure est réservée aux offrandes diverses et aux divinités gardiennes de la Loi.
Sont figurées également des montagnes, un élément de l'iconographie tibétaine traditionnelle.
Voir plus : en:Mandala.

## Tribu Muria du Chhattisgarh

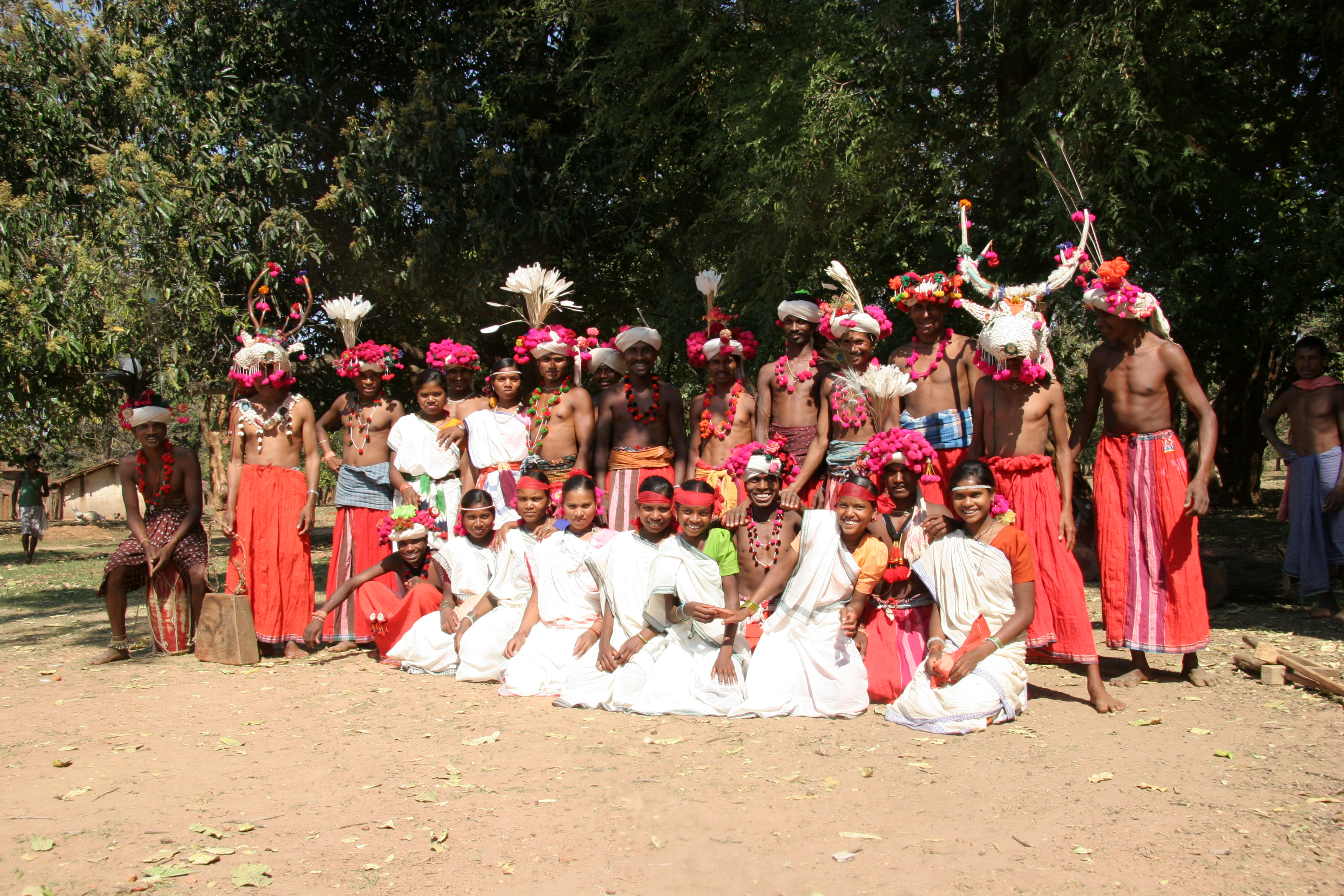
Danseurs Muria

Les Murias sont des populations de langue dravidienne, vivant principalement dans les zones forestières ou boisées du District de Bastar en Inde.
Bien que la peinture sur les murs du Muria Ghotul soit connue depuis très longtemps, nous ne savons pas qui étaient les artistes. Belgur Muria, Shankar Muria et Pishadu Muria ont été les premiers peintres de Bastar appartenant à la tribu des Muria. Les trois peintres ont été découverts en 1982 lors de l’ouverture du musée de Bharat Bhawan, à Bhopal. Ils ont été invités à participer au camp d’artistes organisé par le directeur Swaminathan et leurs peintures ont été exposées dans la galerie d’expositions de la collection permanente du musée. Plus tard, en 1987, leurs peintures ont été publiées dans le catalogue du musée Bharat Bhawan.

## Tribu Nicobarais de l'Andaman et Nicobar: les sculptures peintes

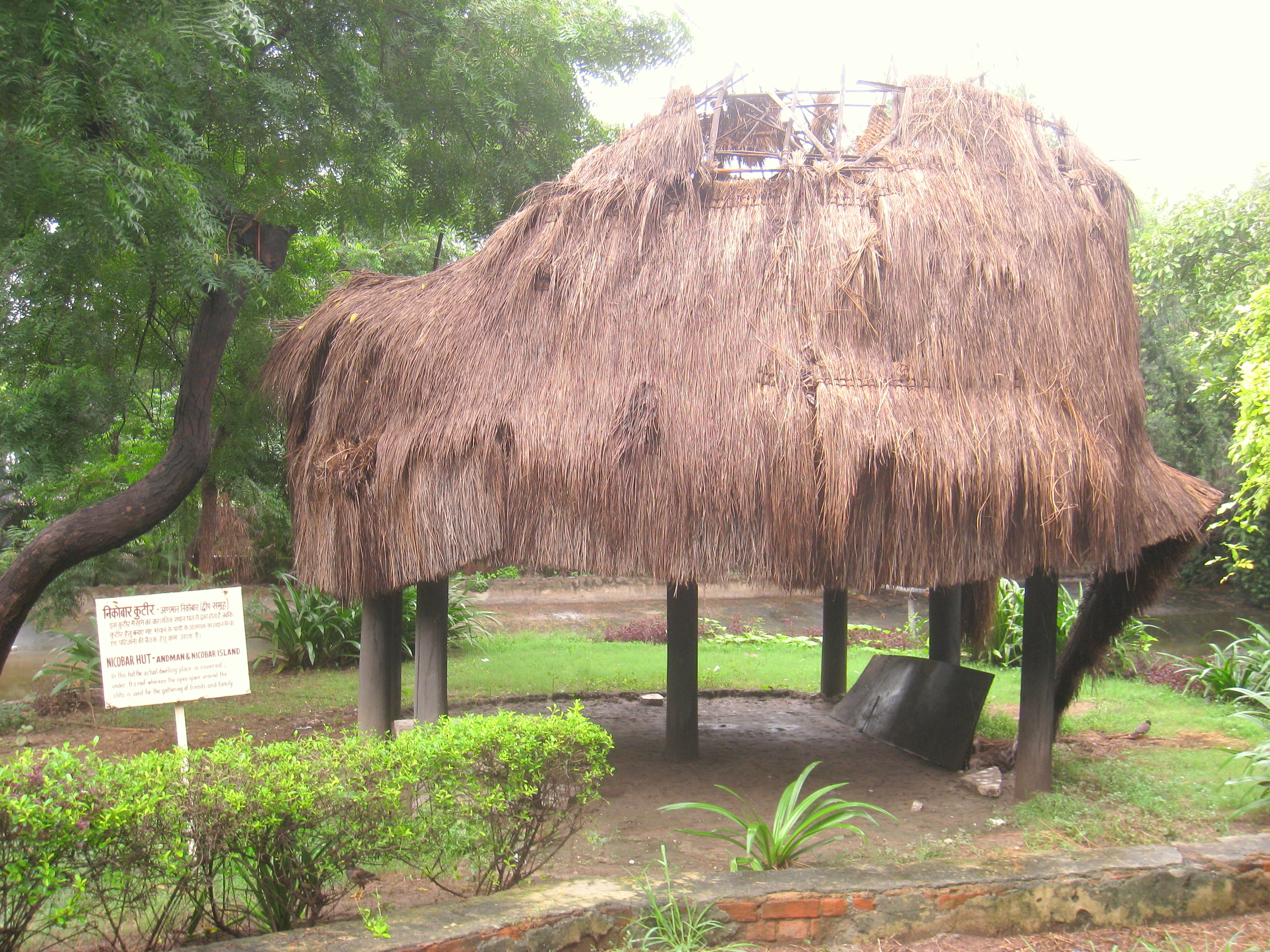
Hutte Nicobarais traditionnel

La tribu Nicobarais, avec une population de 42 000 per.sonnes, parlent une langue austro-asiatique. La plupart des habitants des îles sont chrétiens.
Habitant les îles Nicobar, un archipel du sud-est du golfe du Bengale, les Nicobarais sont essentiellement horticulteurs. Leurs sculptures sont liées à la tradition orale et au mythe des origines nicobarais. Dans leur conception du monde, ils habitent les royaumes de la mer, de la terre et du ciel, qu’ils traversent via la sphère magico-religieuse. Ces créations anthropomorphes sont les esprits des êtres vivants, des éléments naturels, voire des objets du quotidien. Ils vivent avec les êtres humains ou leur rendent visite d’un autre monde. Dans les maisons, les esprits des ancêtres de la famille habitent les sculptures et font ainsi partie intégrante du cadre domestique : les habitants d’aujourd’hui vivent donc en harmonie avec ceux des autres mondes, représentés par les images.

## Tribu Oraon du Chhattisgarh...

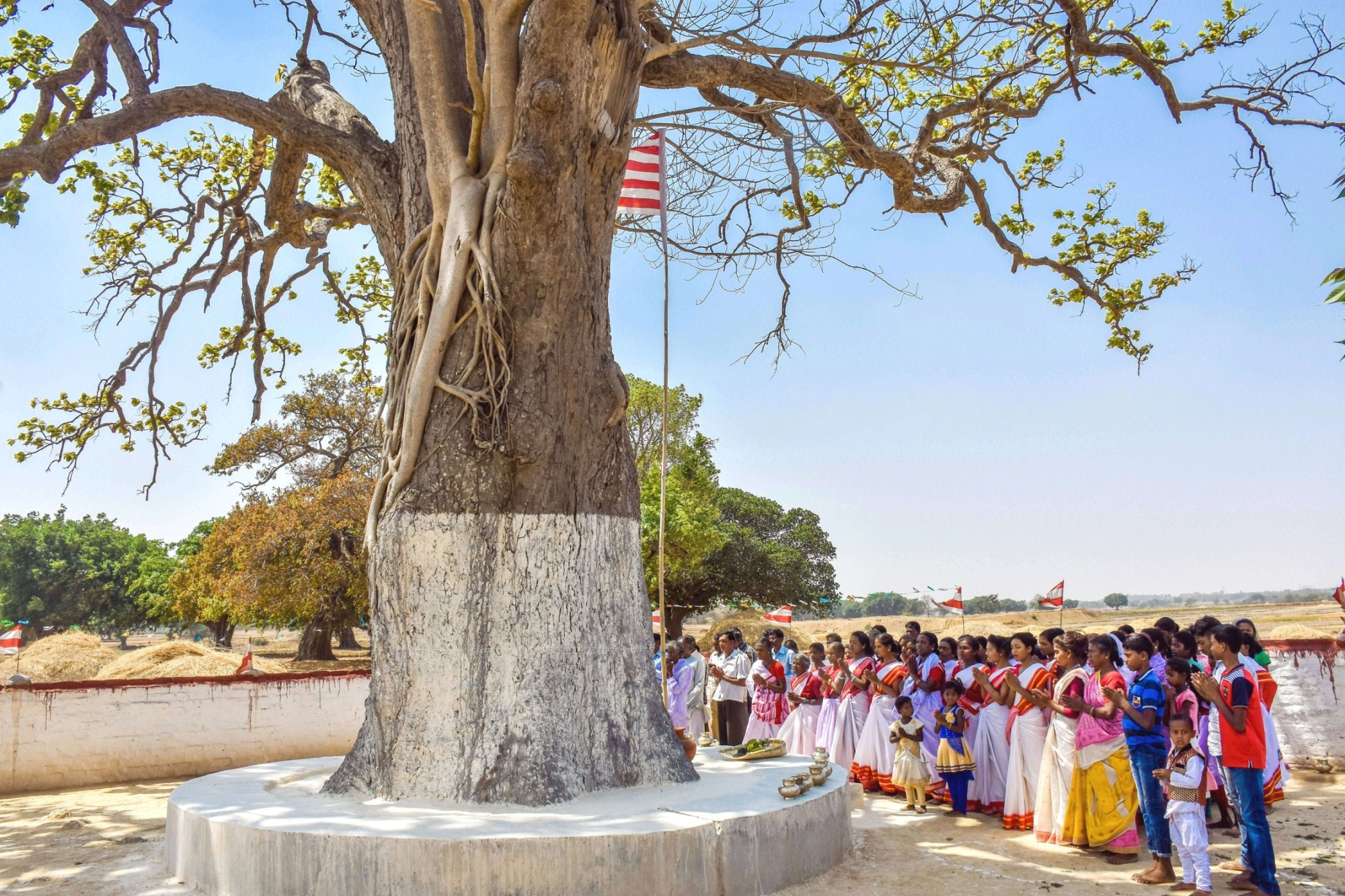
Des tribaux vénèrent l'arbre sacré (le Sarna) à la périphérie de Ranchi, Jharkhand.

La tribu Oraon est aujourd’hui présente au Mayanmar, au Népal ou au Bhoutan, mais on trouve les Oraons principalement dans les États à l’Est de l’Inde. La population exacte est difficile à définir, probablement environ 4 millions de personnes. Sur le seul État du Chhattisgarh, le dernier recensement fixe le nombre à 850 000 individus, soit 3% de la population totale de l’État. Cette région est composée de forêts pour près de 50% du territoire.
On trouve principalement les Oraons dans les villages autour d’Ambikapur et de Jashpur. Ce sont des chasseurs-cueilleurs progressivement devenus agriculteurs. Ils se désignent comme ‘‘Kurukh’’ ; ce terme étant aussi le nom de leur langue d’origine dravidienne, celle qu’ils parlent en famille. Mais ils peuvent aussi communiquer avec les autres tribus en langue ‘‘sadri’’… alors que la langue officielle, c’est-à-dire celle utilisée à l’école, est l’hindi ! 
Leur appartenance culturelle et religieuse peut être répartie en 3 groupes : ceux qui restent fidèles aux croyances d’origines rassemblées sous le terme ‘‘Sarna’’, les Hindous et les Chrétiens de conversion plus récente.
Le ‘‘sarnaîsme’’ reste malgré tout le tronc commun des 3 communautés. Il porte un véritable culte aux arbres. Deux essences sont particulièrement sacrées.
L’arbre ‘‘karma’’ (Nauclea Parvifolia) est vénéré car il apporte abri, protection et ombre, mais il symbolise surtout l’origine des Oraons. Cette croyance fait l’objet d’un rituel. Avec un fil, on fait 7 fois le tour de l’arbre en hommage aux 7 frères qui ont donné naissance à la tribu ; un garçon célibataire grimpe sur l’arbre, coupe 3 branches, les donne à 3 jeunes filles qui les plantent au pied d’un mat surmonté d’un drapeau.
La danse ‘‘Karma’’ peut commencer ; la bière de riz, la liqueur de ‘‘mahua’’ et l’alcool de palme coulent à flots.
Régulièrement on badigeonnera les façades avec de l’argile, de la bouse de vache et quelquefois de la cendre. Les grands mouvements en arc de cercle sur les murs et sur les sols seront réalisés avec soin et application à des fins décoratives.
Mais les illustrations ont assez rares. À l’occasion des grandes fêtes telles que Diwali et en signe de reconnaissance aux divinités et aux esprits, certaines familles feront des marques sur les murs en apposant leurs mains préalablement baignées d’un mélange d’eau et de poudre de riz. Mais ces traditions s’estompent.
Plus rares encore sont les Oraons qui laissent libre cours à leur imaginaire !
Un mode pictural est néanmoins constitué avec ces répétitions rythmées d’arcs de cercle assortis de motifs géométriques ou de simples figurations.

## Tribu Rajwar du Chhattisgarh: les reliefs à Sarguja
Les fermiers rajwar de la région de Sarguja, au Chhattisgarh, ont coutume de fabriquer de grands récipients d'argile pour conserver le grain, qu'ils agrémentent de reliefs rehaussés de motifs colorés. Entre l'espace ouvert de la cour intérieure de leurs maisons et l'espace privé des pièces d'habitation, ils installent des paravents ajourés composés d'anneaux de bambou enduits d'argile, empilés les uns sur les autres et soigneusement blanchis à la chaux. En improvisant à partir d'un vocabulaire traditionnel de formes et de techniques, les femmes de la région créent dans toute la maison un véritable univers de motifs décoratifs, de personnages humains, de dieux, d'oiseaux et d'animaux, notamment à l'occasion de la fête de la moisson.

## Tribu Rengma du Nagaland: la peinture sur tissus

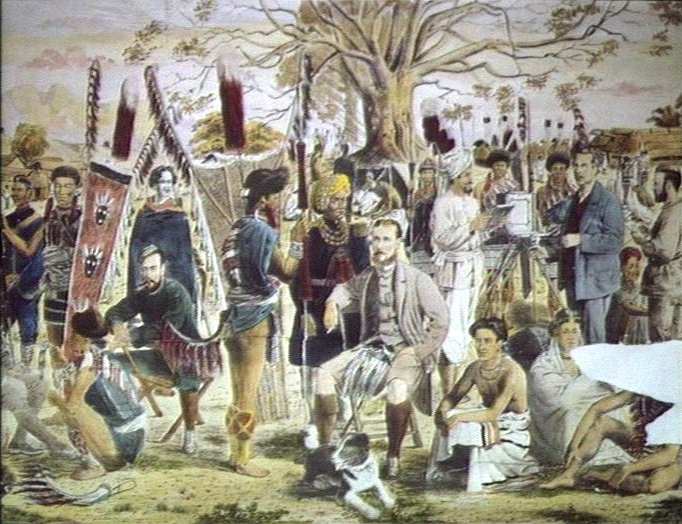
Captain Butler and assembled Nagas.

La tribu Rengma (61 000 habitants) est une tribu du Nagaland (51 000) et de l'Assam.
Le Nagaland est divisé en sept districts administratifs. Le nom vient des Naga, ethnie locale répartie entre seize groupes et trente tribus qui constituent 84 % de la population. C’est une ethnie de type mongoloïde qui parlent des langues tibéto-birmanes. Les Nagas étaient des chasseurs-cueilleurs et se consacraient aux activités traditionnelles des peuples premiers (chasse, cueillette, agriculture vivrière). Les guerres tribales étaient fréquentes et les Nagas étaient coupeurs de têtes. Chaque tribu, chaque clan vivait isolément et avait ses propres traditions animistes. Les Britanniques mirent fin à la pratique de la coupe de têtes et aux guerres tribales. Les Nagas furent évangélisés par des missionnaires baptistes venus d'Amérique. La conversion au christianisme (maintenant 90 % des habitants à Nagaland sont chrétiens), l'alphabétisation, l'initiation à l'anglais furent les causes de changements culturels considérables, et de la perte irrémédiable des traditions ancestrales.
La peinture sur tissu avec un bout de bambou est une tradition qui reste chez les Rengmas, qui pratiquent (par des hommes âgés) cet art fortement qualifié de la peinture sur des vêtements. La peinture est une mélange de la sève d’un arbre, la cendre des feuilles et de la bière très fort. Les tribus Lotha (548 000 habitants) et Ao (232 000 habitants) pratiquent également cet art,,.

## Tribu Saharia du Madhya Pradesh et du Rajasthan

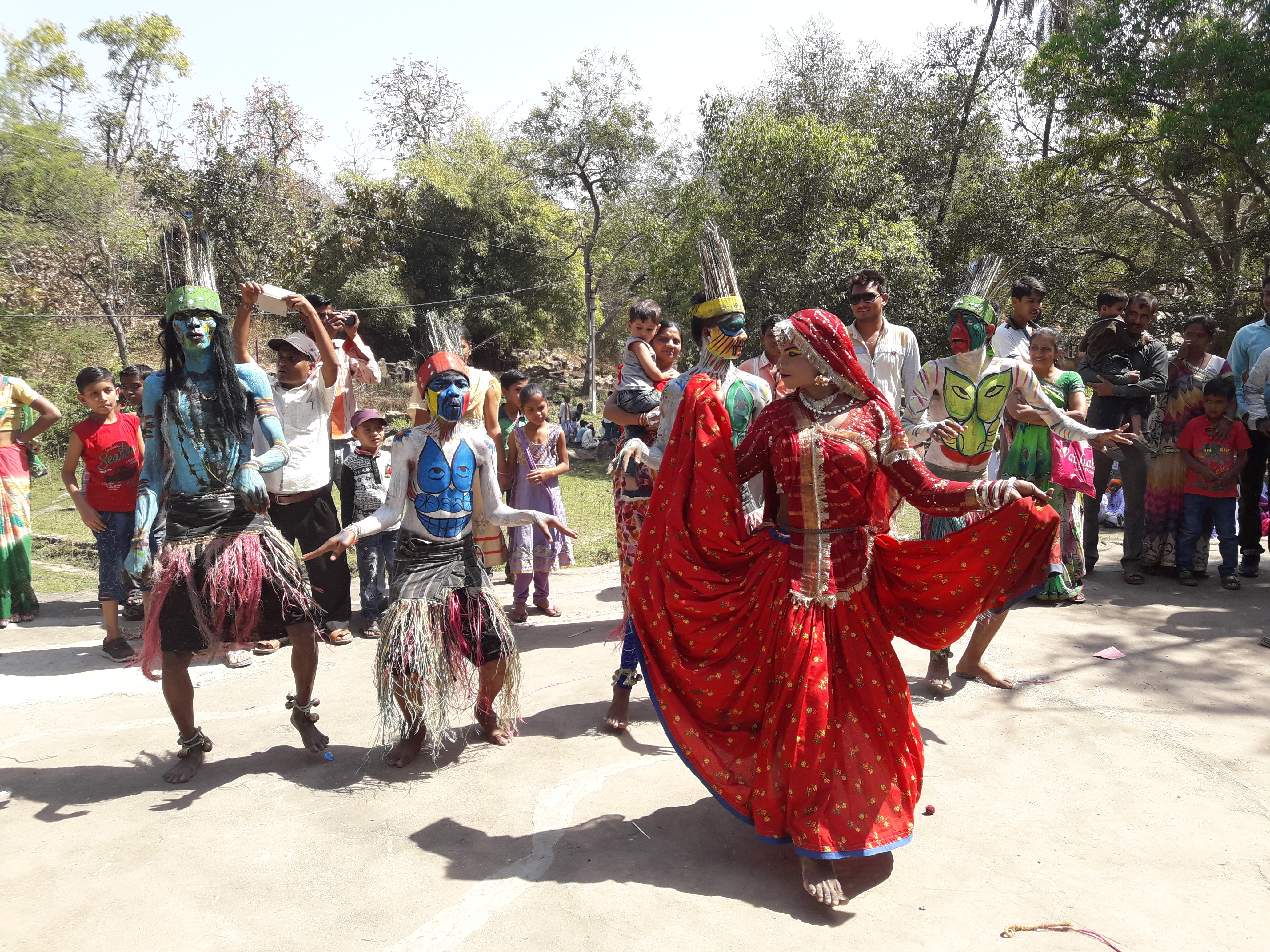
Folkdance at Saharia-tribe in Rajasthan in Kaleshwari Art Fair - 2017

La tribu Saharia est une tribu de langue indo-aryenne avec une population de 262 000 personnes au Madhya Pradesh et 76 000 au Rajasthan. Les Saharia sont hindouistes.
Les Saharia peignent les murs et les sols de leur maisons avec des images géométriques (peinture Mandana) et animalières (la peinture Thapa) pour leur fêtes rituelles et surtout pour des raisons décoratives

## Tribu Santhal du Bengale, de l'Orissa...: la peinture Jadupatua

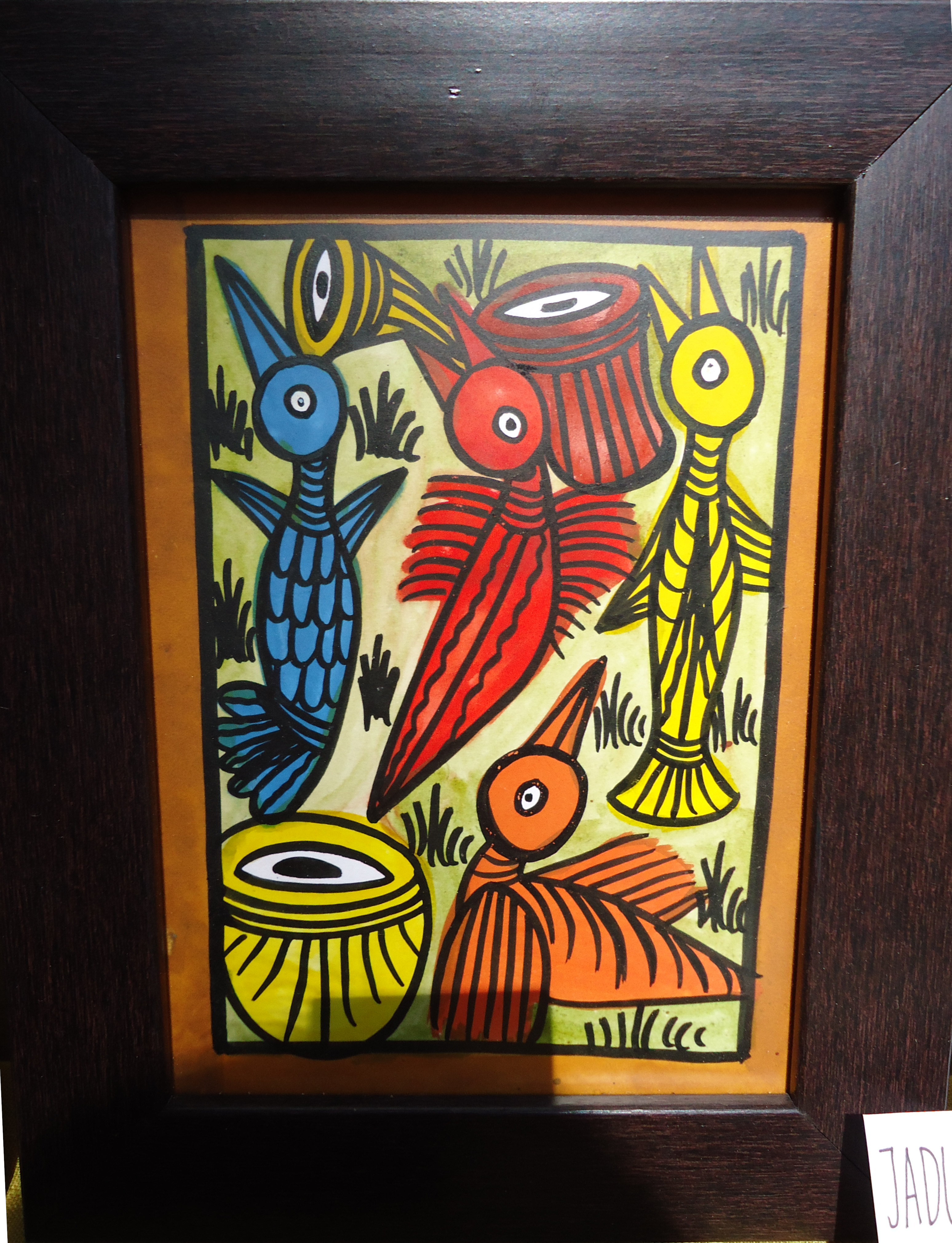
Peinture Santhal, style Jadupatua.

La tribu Santhal, qui est une tribu de langue austro-asiatique, compte 6 millions d’habitants (la troisième tribu en Inde) vivent dans les États de Bengale-Occidental (West Bengal), Bihar, Orissa et Jharkhand. Les Santhals sont animistes.
Ils sont connus pour leurs peintures sur rouleau : les Jadupatuas, qui a la même expression que dans l'art de Patta Chitra. Les Jadupatuas (jadu veut dire magicien et patua image) sont peintres et conteurs, et vont de village en village raconter les histoires qu'ils ont peintes sur des rouleaux de feuilles de papier.

## Tribu Saura de l'Orissa

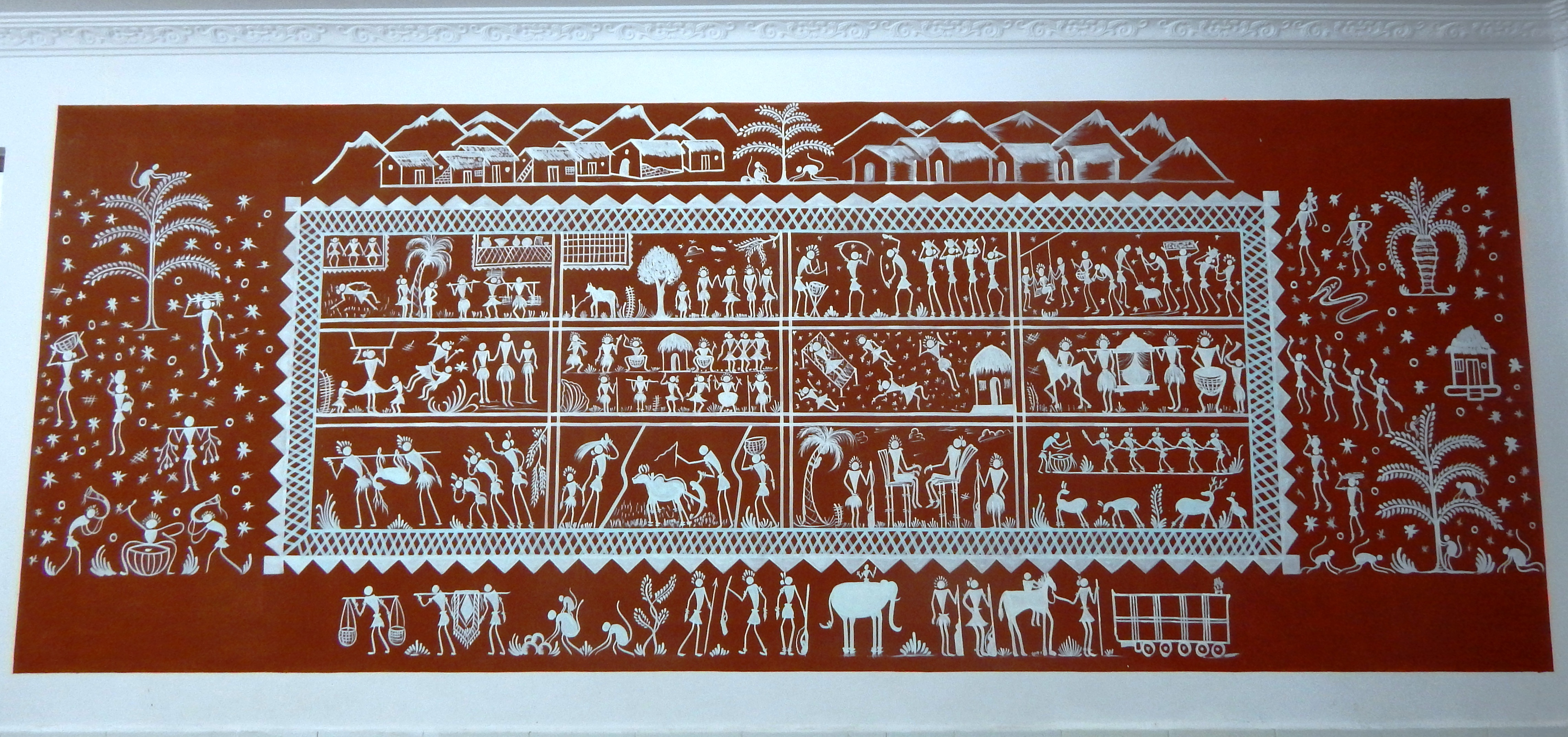
Peinture Saura.

La tribu Saura (alias Sora, Saora, Savara et Sabara), — une tribu de langue austro-asiatique — vit dans l'Orissa avec 535 000 habitants en 2011,. Les Sauras représentent un des 62 groupes tribaux de l’Orissa. Les peintures murales Saura ont une certaine ressemblance avec celles des Warli. Les Sauras sont des grands marcheurs, grimpeurs et chasseurs. Les Sauras sont hindouistes.
Chez les Sauras, on exerce le chamanisme. Les « grands chamanes » sont toujours des femmes. Au nombre de ces fonctions figure la relation aux morts. La tâche de conduire les rituels funéraires afin de mieux accompagner les morts vers l'au-delà incombe donc à ces grands chamanes. Leurs peintures sont des moyens destinés à conjurer des mauvais sorts ou à invoquer des moments propitiatoires ou, plus généralement, destinés à marquer les quatre principaux moments de la vie : la naissance, la puberté, le mariage, le décès. Au-delà des formes traditionnelles de l’art indien qui relate généralement des épisodes des grandes légendes de l’hindouisme, les Sauras puisent leur inspiration pour traduire une Inde qui mêle scènes primitives et objets du monde moderne. Très souvent les illustrations sont inscrites dans un cadre géométrique très strict, une façon de figurer le resserrement de la tribu en un lieu protégé, tel un temple virtuel porteur de leur identité. Deux motifs d’encadrement bordent généralement chaque peinture : celle située à l’extérieur symbolise la ligne des montagnes qui les entourent, l’autre figure la forêt qui les abrite. Probablement une façon d’affirmer leur territoire et leurs ressources face aux dangers qui les menacent.

## Tribu Tharu de l'Uttarakhand et de l'Uttar Pradesh

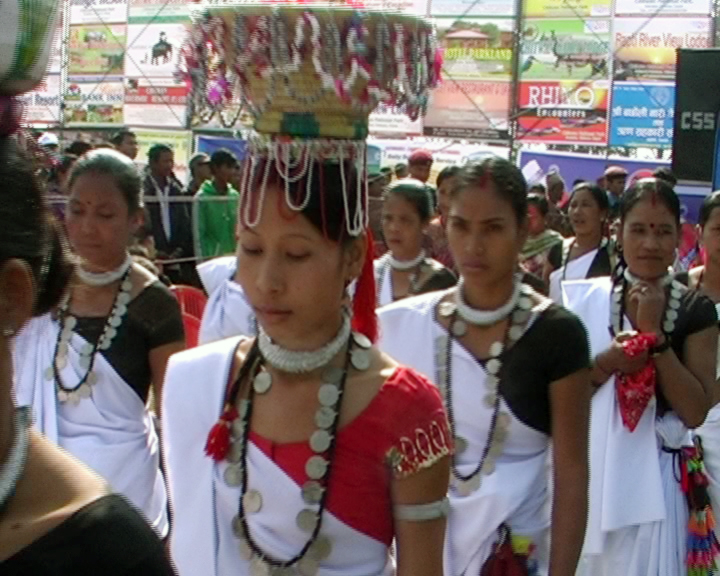
Tharu women in traditional dress.

La Tharu — une tribu de langue indo-aryenne — vit au Nepal (1 700 000), dans l'Uttarakhand (256 000) et l'Uttar Pradesh (84 000). Ils sont hindou (87 %) et bouddhistes (13 %). Les Tharu forment un peuple mongoloïde. Les femmes Tharu pratiquent la peinture murale.

## Tribu Waghri du Gujarat...: la peinture Kalamkari

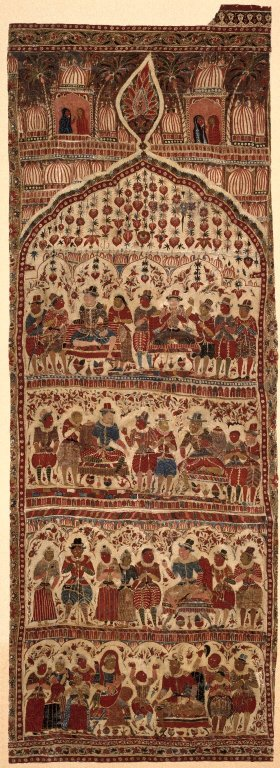
Kalamkari du XVIIe siècle, Brooklyn Museum.

La tribu Waghri vit dans le Gujarat, à Rajasthan et au Pakistan. Ils parlent Waghriboli (proche de Gujarati) dans leur tribu, et Gujarati. Ils sont Hindu. Ils furent placés par les Anglais sous le régime du Criminal Tribes Act en 1871.
Mata-ni-Pachedi est le nom donné aux tentures de temple que réalise la communauté nomade waghri, incluant notamment les Bhangi, les Dhed et les Rawalia originaires du Gujarat. Le terme « Mata-ni-Pachedi » vient des mots gujarati Mata (« déesse »), ni (« appartenir à ») et Pachedi (littéralement « derrière »). Des panneaux narratifs représentent la Déesse Mère, Mata, Devi ou Shakti, faisaient office de châsse transportable où l'on installait la divinité pendant les déplacements. Un Chandarvo — toile circulaire — formait le dais de cette châsse. Quand la communauté s'est sédentarisée, les tentures de la châsse ont pris place dans le temple comme tentures artistiques narratives. Les chitaras peignaient ces tentures, les bhuvo, ou bhuva, étaient les prêtres qui procédaient aux rituels, et les jagoria, les chanteurs qui interprétaient ces tissus.

## Tribu Warli du Maharastra et du Gujarat...

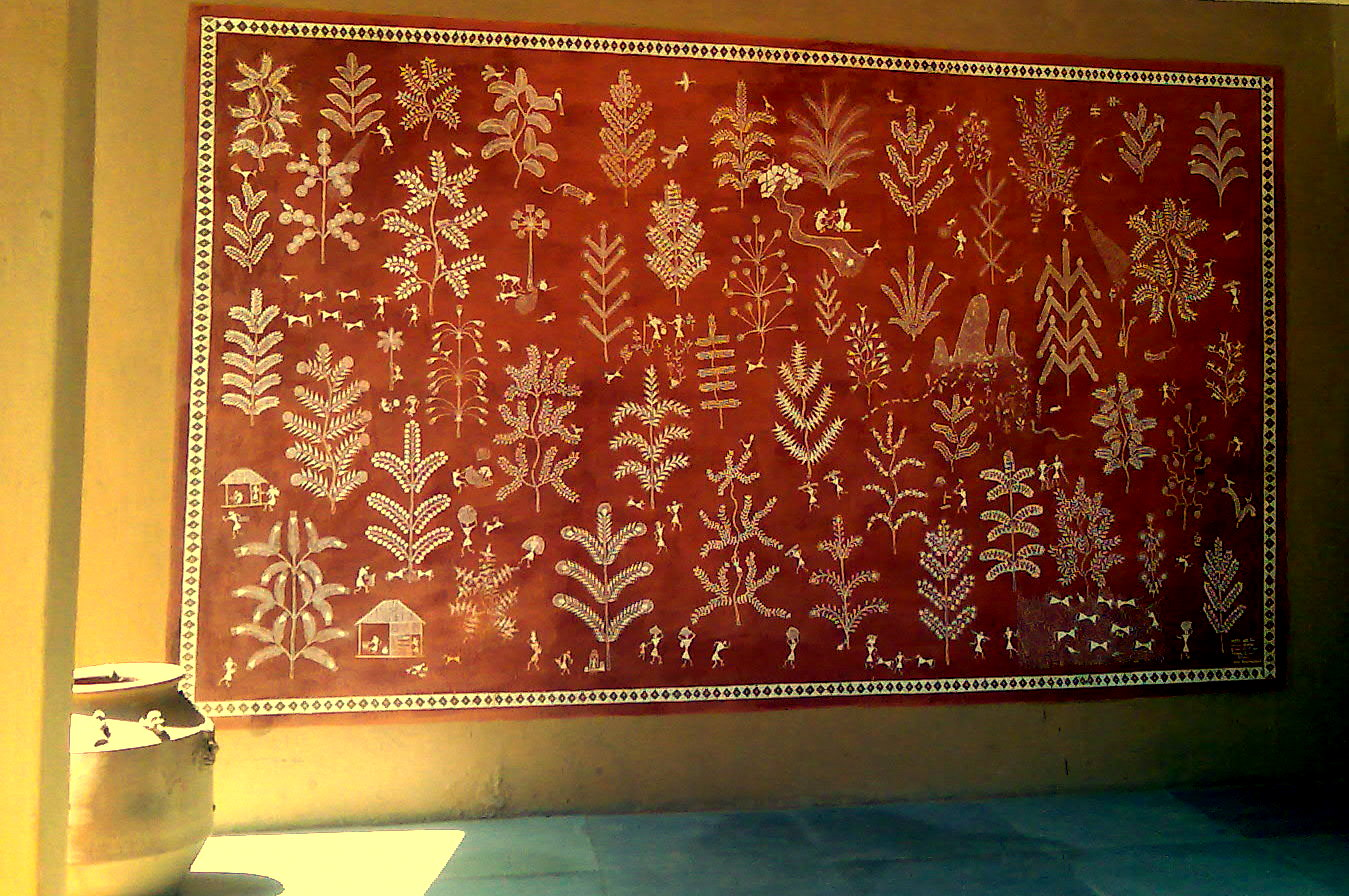
Peinture Warli dans Sanskriti Kendra Museum, Anandagram, New Delhi

La tribu Warli, qui parle une langue indo-aryenne, rassemble un million d’habitants répartis dans le Maharastra (360 000), le Gujarat (260 000), Le Karnataka, Goa et au Pakistan. Les Warlis ont leur propre mode de croyance, de vie et de coutume. Ils sont animistes, mais assimilent volontiers les traditions et les divinités hindoues.
Les Warlis habitent dans des villages traditionnels, disséminés dans la campagne autour de la ville de Dahanu dans le Thane District. Leurs peintures murales, dont la tradition remonte à 2 500-3 000 ans avant notre ère, ont des similarités à celles que l’on trouve dans les grottes de Bhimbetka, dans le Madhya Pradesh.
Les peintres Warli sont d’authentiques peintres qui ont appris simplement en regardant les anciens (les femmes surtout) peindre les fresques traditionnelles sur les murs des maisons, comme cela se pratique en terre Warli depuis plusieurs millénaires. Tous respectent les règles de la tradition : la représentation des personnages avec deux triangles, de couleur blanche sur un fond brun. Les sujets sont les dieux, la vie quotidienne et les légendes de leur tribu. Les Warli expriment leurs croyances par des peintures rituelles, autrefois réalisées uniquement par des femmes, deux fois par an, à la récolte du riz ou lors des mariages. Au départ, elles étaient peintes sur le mur des maisons bâties en terre rouge et en bambou. L’habitation était auparavant lavée rituellement avec de la bouse de vache.

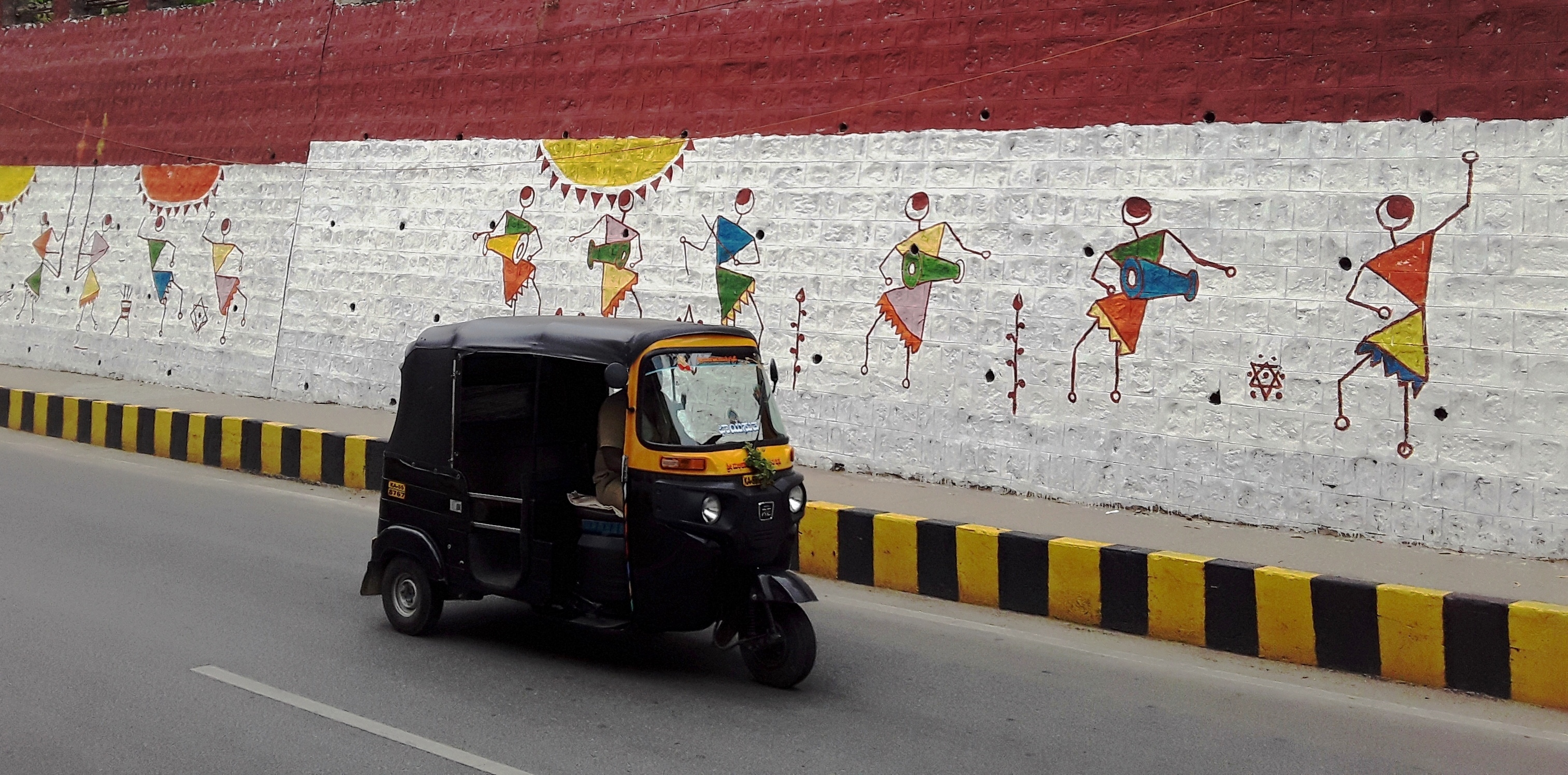
Peinture Warli à Mysore, Inde

Les motifs graphiques sont très simples : le cercle, le triangle et le carré. Le cercle et le triangle sont issus de l’observation de la nature. Le carré (souvent au centre de la peinture) est l’espace réservé au sacré. Les corps humains sont représentés par des triangles inversés. Ils expriment le mouvement. Le triangle pointé vers le haut représente le bassin, celui pointé vers le bas, le torse. Le cercle représente la tête. Les peintures Warli sont exécutées sur un fond ocre, rouge ou noir à partir de bouse de vache. La couleur blanche est obtenue à partir de pâte de riz, d’eau et de gomme et placée à l’aide d’un bâtonnet de bambou mâchonné à son extrémité pour lui donner la souplesse d’un pinceau.
Depuis une trentaine d’années, les peintures montrent une recherche esthétique plus grande, plus innovatrice. À la suite de Jivya Soma Mashé, le maitre incontesté, les peintres représentent leurs rêves, disent leur émotion, parlent d’espoir,
,.

## Tribus d'Hazaribagh du Jharkhand: la peinture Khovar et Sohrai

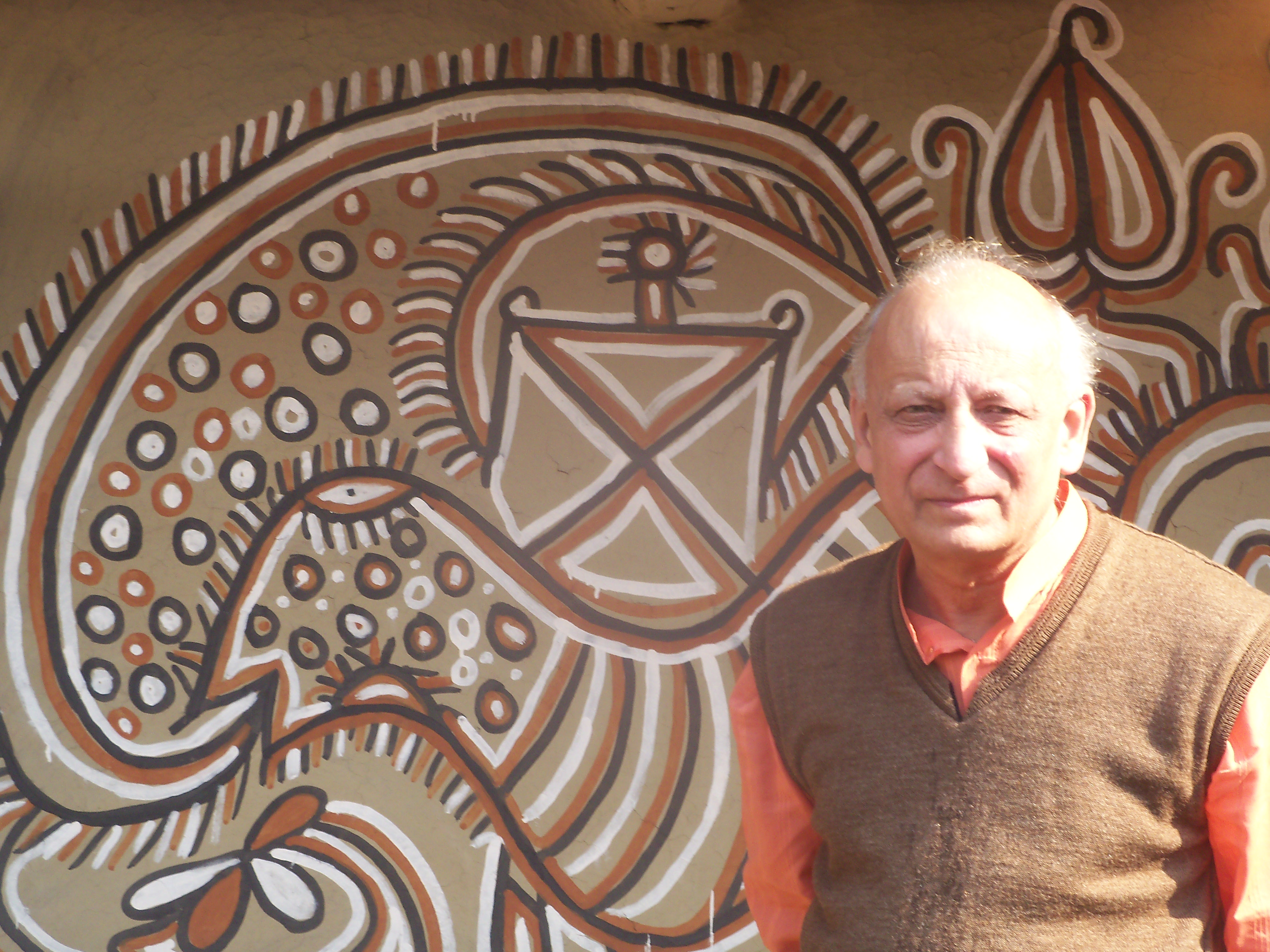
Bhelwara Sohrai

Dans la région de la ville Hazaribagh, dans le Jharkhand, les femmes des tribus Kurmi, Prajapati, Ganju, Santhal, Oraon, Malhar, Munda…, peignent sur les murs de leurs maisons. Cet art vivant, rituel et éphémère, est l'œuvre de femmes peintres qui, à partir des années 90, commencent à transcrire leurs peintures sur toiles et papiers, afin de sauvegarder celles-ci face aux changements des modes de vie.
Le Jharkhand est un plateau du Nord de l’Inde boisé parcouru de vallées profondes et peuplé de populations aborigènes, en particulier dans la petite région de Hazaribagh. Plus d’une douzaine de sites  préhistoriques y ont été découvertes avec des peintures rupestres qui rappellent les poteries néolithiques de la civilisation de l’Indus contemporaine de Babylone. Cet art rupestre se retrouve dans le style contemporain des peintures murales des villages des environs en deux styles principaux, Khovar et Sohrai, dont les artistes sont exclusivement des femmes.
Les motifs sont là pour célébrer les mariages (l'art Khovar) et pour fêter la moisson et vénérer les vaches (l'art Sohrai). La peinture Khovar est maintenant exercée dans les villages de Jorakath et Kharati dans le sud-ouest de Hazaribagh ; la peinture Sohrai dans le village Bhelwara dans l'est de Hazaribagh.
Le style Khovar est un art nuptial pratiqué par des tribus semi-hindouisées qui vivent dans des villages nichés dans des collines boisées. Il utilise la technique du Sgraffito qui consiste à appliquer une couche de terre noire mélangée avec du charbon de bois qu’on laisse sécher avant d’y appliquer une terre semi liquide blanche à base de kaolin qui est ensuite raclée avec un peigne ou avec les doigts, pour découvrir le substrat noir et faire apparaitre des motifs qui jouent sur le contraste blanc-noir,.

### Expositions
De nombreuses expositions de peintures tribales indiennes ont été organisées dans le monde entier :
- 1984 - Mumbai, Chemould Art Gallery - Jyvia Soma Mashé, solo ;
- 1985 - Bhopal Inde - Bharat Bhavan - « Hill Korwa » ;
- 1988 - Japon, Bharat Mahotsav - Jangarh Singh Shyam ;
- 1988 - Londres, Bharat Mahotsav - Jangarh Singh Shyam ;
- 1989 - Paris, Musée Pompidou et Halle de la Villette - « Magiciens de la terre » avec Jangarh Singh Shyam, curator Jean-Hubert Martin
- 1990 - New Delhi - National Gallery of Modern Art - Jangarh Singh Shyam ;
- 1992 - Pays-Bas - « Nine contemporary Indian artists » - Jangarh Singh Shyam ;
- 1992 - Mumbai - Chemould Art Gallery - Jangarh Singh Shyam, solo ;
- 1993 - Australie - « Multiple streams of Contemporary Indian Art » - Jangarh Singh Shyam ;
- 1996 - Paris - Galerie du jour « Hill Korwa » - curator Frank André Jamme ;
- 1996 - Mumbai - Chemould Art Gallery - Hazaribagh painting from Jharkhand ;
- 1997 - New Delhi - Sahajan Art Gallery - Jangarh Singh Shyam, solo ;
- 1998 - New Dehli - Crafts Museum - « Other Masters » - Jyvia Soma Mashe, Jangarh Singh Shyam, Bhajju Shyam .. ;
- 1998 - Paris, Musée des Arts Décoratifs - Expéditions Indiennes - curator Hervé Perdriolle ;
- 2001 - New York - Drawing Center - « Hill Korwa » curator Frank André Jamme ;
- 2001 - Mumbai, National Gallery of Modern Art - Venkat Shyam ;
- 2003 - Düsseldorf - Jivya Soma Mashe - Richard Long "Dialog" Museum Kunst Palast Düsseldorf - curator Hervé Perdriolle ;
- 2004 - Milan - Jivya Soma Mashe - Richard Long "Un Incontro" PAC Milan - curator Hervé Perdriolle ;
- 2004 - Barcelone - Venkat Shyam ;
- 2004-2006 - New York - Edge of desire. Recent Arts in India, organisée par la Asia Society (New York) et la Art Gallery of Western Australia (Perth)
- 2007 - Écosse - The tallest Story Competition - Venkat Shyam ;
- 2007 - Paris, Halle Saint Pierre - Nek Chand - Jyvia Soma Mashe - curator Hervé Perdriolle ;
- 2009 - Mumbai - Pundole Art Gallery - « Now that the trees have spoken » : Bhuri Bai, Ram Singh Urveti, Ladoo Bai, Narmada Prasad Tekam ;
- 2009 - Mumbai - Chemould Art Gallery « Jangarh Singh Shyam and family » ;
- 2010 - New Delhi - Art Alive Gallery - « Jangarh Kalam » : Durga Bai, Ram Singh Urveti, Bhajju Shyam, Mayank Shyam ;
- 2010 - Paris, Musée du Quai Branly - « Autres Maîtres de l'Inde » - curator Jyotindra Jain ;
- 2010 - États-Unis, Davis Museum - Painted songs and stories - curator John H. Bowles ;
- 2010 - Brookline Art Center, near Boston - « The tribal art of Venkat Raman Singh Shyam » ;
- 2010-2011 Vernacular in the Contemporary, Devi Art Foundation (New Delhi).
- 2012 - Paris, Fondation Cartier - « Histoires de voir » avec Jivya Soma Mashe, Shantaram Tumbada, Chano Devi ; - curator Inde Hervé Perdriolle
- 2015 - Paris, Espace Beaurepaire - « Vernacular India 2015 » curators Anne Chevalier, Anders Laustsen, Christian Guillet : Les tribus Baiga, Bhil, Gond, Hill Korwa, Meena, Rathwa, Warli.
- 2018 - Manoir de Martigny « Inde » curator Hervé Perdriolle
- 2018 - Paris « Raconte moi l'Inde, Peintures vernaculaires » curators : Christian Journet et Philippe Baudart